# Quedas de Água das Paredes
Monumento natural, próximo à localidade de Paredes, freguesia de Pala, no concelho de Mortágua, em Portugal . Esta cascata natural tem cerca de 30 metros de altura total e é composta por vários patamares, formando pequenas piscinas naturais. Esta queda faz parte do percurso da Ribeira dos Moinhos ou Ribeira das Paredes, como também é conhecido este curso de água. É um dos monumentos mais relevantes do município e uma das principais atrações turísticas para os amantes de natureza. É o ponto alto de um percurso pedestre linear, com cerca de 7,1km de extensão, que se inicia nos Moinhos das Laceiras e passa através da aldeia das Paredes .
Pese embora o esmagador domínio dos eucaliptos, como coberto vegetal de toda esta região, na envolvência deste percurso pedestre, encontram-se ainda exemplares de espécies arvóreas e arbustivas que outrora dominaram estas paisagens, sobretudo as zonas ripícolas e de maior presença de água. Entre estas espécies salientam-se castanheiros, medronheiros, loureiros, sobreiros, amieiros, salgueiros, o sanguinho-de-água, o carvalho-alvarinho e o feto-real, apenas para citar algumas de maior impacto visual. A par desta importante vegetação coexistem espécies animais que aqui se refugiam, como o lagarto-de-água, a cobra-de-água-viperina, a rã-ibérica, a salamandra-lusitânica e ainda algumas espécies de roedores, que constituem importantes membros da cadeia alimentar destes ecossistemas, sendo alimento para predadores como a raposa e algumas espécies de aves de rapina .